# Blepanawa
Blepanawa is een bestuurslaag in het regentschap Flores Timur van de provincie Oost-Nusa Tenggara, Indonesië. Blepanawa telt 423 inwoners (volkstelling 2010).